# 九州財務局
九州財務局（日语：／ Kyūshū zaimukyoku */?）是日本熊本縣熊本市西区的財務省地方支分部局。下轄熊本縣、大分縣、宮崎縣、鹿兒島縣。金融廳長官也負擔一部份該財務局地方業務。

## 所轄財務事務所和出張所
- 九州財務局本局
  - 大分財務事務所
  - 宮崎財務事務所
  - 鹿兒島財務事務所
    - 名瀨出張所

## 外部連結
- 財務省九州財務局（页面存档备份，存于）